# Luís dos Reis Falcão
Luís dos Reis Falcão (Florianópolis, bairro da Trindade, 5 de agosto de 1831 — Rio Grande do Sul, 10 de agosto de 1899) foi um militar e político brasileiro.
Filho de Anacleto dos Reis Coutinho e de Luísa Pureza Falcão. Casou com Felicidade Bandeira Falcão.
Foi um dos membros da Junta governativa catarinense de 1891. Foi reformado em 1893 como general-de-brigada.